# Ireneusz Pięta
Ireneusz Pięta (ur. 2 czerwca 1941 w Tomiczkach, zm. 21 maja 2023 w Puszczykowie) – polski rolnik i polityk, poseł na Sejm X kadencji (1989–1991).

## Życiorys
Syn Stanisława i Stanisławy. Absolwent kursów rachunkowości i księgowości (1965) oraz przysposobienia rolniczego (1968). Był m.in. konduktorem i magazynierem, od początku lat 70. do połowy lat 90. prowadził własne gospodarstwo rolne w Jeziorkach. W latach 1965–1979 był członkiem Polskiej Zjednoczonej Partii Robotniczej. Na początku lat 80. zaangażował się w działalność „Solidarności Wiejskiej” i następnie NSZZ Rolników Indywidualnych „Solidarność”. Współpracował m.in. z Honoriuszem Kowalczykiem, w stanie wojennym organizował pomoc dla represjonowanych. Był także członkiem rady nadzorczej spółdzielni mleczarskiej.
W 1989 uzyskał mandat posła na Sejm X kadencji z okręgu Poznań-Grunwald jako kandydat bezpartyjny z poparciem Komitetu Obywatelskiego. Pracował w Komisji Rolnictwa i Gospodarki Żywnościowej, Komisji Nadzwyczajnej do zbadania sprawy importu alkoholi, a także w Komisji Nadzwyczajnej do rozpatrzenia projektów ustaw związanych ze stabilizacją gospodarczą oraz zmianami systemowymi. Należał do Obywatelskiego Klubu Parlamentarnego, a w jego ramach do Koła Chrześcijańskich Demokratów. Nie ubiegał się o reelekcję, rezygnując z działalności politycznej. Od 1993 prowadził prywatną stację paliw. W 2004 przeszedł na emeryturę. Został pochowany w Tomicach.